# Renato Borghetti
Renato Borghetti (Porto Alegre, 23 luglio 1963) è un musicista e compositore brasiliano di musica folk.
Suona la "gaita ponto", una particolare fisarmonica a bottoni con la quale esegue musica proveniente dalla tradizione dei gauchos del Rio Grande do Sul.
Il suo album Gaita Ponto Com ha vinto il premio Latin Grammy nel 2005.
Nel 2009 si è esibito al Womex festival , importante manifestazione europea di world music.

## Discografia
- 1984 - Gaita Ponto - RNS Discos
- 1985 - Renato Borghetti - Som Livre
- 1987 - Renato Borghetti - RCA Victor
- 1988 - Esse tal de Borghettinho - RCA/BMG-Ariola
- 1989 - Renato Borghetti - Chantecler/Continental
- 1990 - O Melhor de Renato Borghetti - Som Livre
- 1991 - Borghetti - Continental
- 1992 - Pensa que Berimbau é Gaita? - RBS Discos
- 1993 - Renato Borghetti - RGE
- 1993 - Instrumental no CCBB (con Hermeto Paschoal) - RGE
- 1994 - Accordionist - Prestige Records
- 1995 - As 20 Melhores de Renato Borghetti - RGE
- 1996 - Gaúcho - RGE
- 1998 - Gauderiando - RGE
- 1999 - Ao Ritmo de Tio Bilia - RBS Discos/Som Livre
- 2001 - Paixão no Peito
- 2002 - Ao Vivo em Viena
- 2002 - Umberto Petrin & Renato Borghetti - Reunião
- 2002 - SESC São Paulo - A Música Brasileira Deste Século Por Seus Autores e Intérpretes
- 2005 - Gaitapontocom
- 2005 - Gaúchos (Quinton Recorde Viena)
- 2007 - Fandango
- 2011 - Andanças - Live in Brussels